# نيرو باجوا
نيرو باجوا (ولد في 26 أغسطس 1980) هي ممثلة هندية وكندية ومخرجة. بدأت حياتها المهنية في عام 1998 مع فيلم بوليوود ديف أناند Main Solah Baras Ki ثم تحولت إلى التلفزيون الهندي والأفلام البنجابية.

## روابط خارجية
- نيرو باجوا على موقع IMDb (الإنجليزية)
- نيرو باجوا على موقع ألو سيني (الفرنسية)
- نيرو باجوا على موقع أول موفي (الإنجليزية)
- نيرو باجوا على موقع قاعدة بيانات الفيلم (الإنجليزية)
- نيرو باجوا على موقع كينوبويسك (الروسية)
- نيرو باجوا في بوليوود هونغاما